# Zygmunt Kujawski

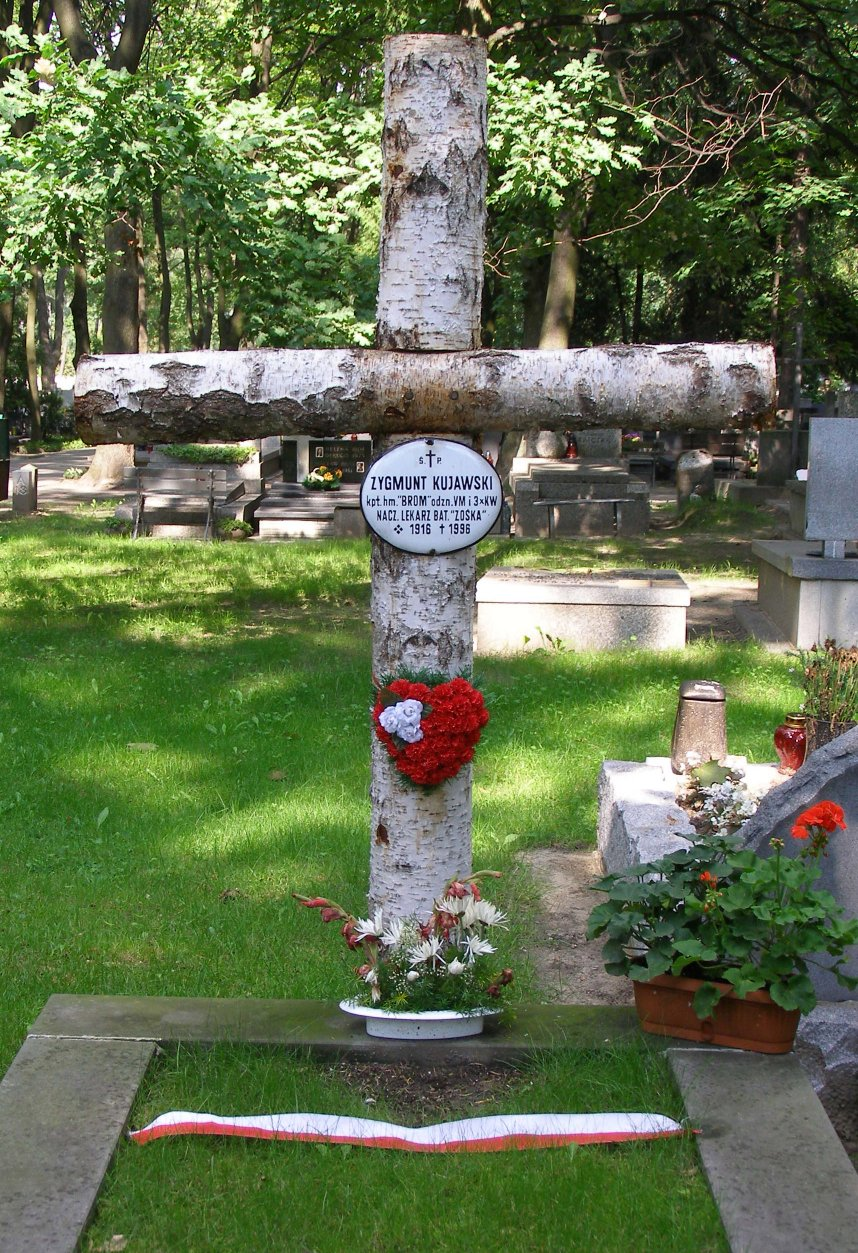
Grób Zygmunta Kujawskiego na Cmentarzu Wojskowym na Powązkach w Warszawie

Zygmunt Kujawski ps. „Brom” (ur. 7 marca 1916 w Piotrkowie Trybunalskim, zm. 16 sierpnia 1996 w Warszawie) – kapitan, harcmistrz, polski wojskowy, chirurg, lekarz Zespołu sanitarnego „Rola” Kedywu Armii Krajowej.

## Życiorys
Uczył się w Piotrkowie Trybunalskim. Należał do tamtejszej 4. Drużyny Harcerzy im. T. Kościuszki. W 1934 zdał maturę. Następnie uczęszczał na wykłady i kursy w warszawskiej Szkole Podchorążych Sanitarnych. W roku 1937 uzyskał stopień podharcmistrza. Wybuch II wojny światowej pokrzyżował plany dalszego studiowania. Uczestniczył w kampanii wrześniowej jako komendant 23 pociągu sanitarnego (Dowództwo Okręgu Korpusu Nr II w Lublinie), zbombardowanego na trasie w kierunku Kowla. Po bombardowaniu wycofał się – ze swoją grupą sanitarną – za Bug i uczestniczył w walkach jako lekarz 25 pułku piechoty. Został bardzo ciężko ranny w czasie niemieckiego ostrzału pod Krasnobrodem. Później znalazł się w Warszawie, gdzie pracował jako lekarz w Szpitalu Ujazdowskim.
W roku 1940 wstąpił do Związku Walki Zbrojnej (następnie w Armii Krajowej). Studiował medycynę na tajnych kompletach Uniwersytetu Warszawskiego. Podczas okupacji hitlerowskiej towarzyszył żołnierzom AK w akcjach jako lekarz (akcje „Taśma” w Sieczychach, „Wilanów”, „Sonderwagen”); opiekował się rannymi. Był jednym z pierwszych lekarzy Zespołu sanitarnego „Rola” Kedywu Armii Krajowej, przydzielonym do batalionu „Zośka”.
Był honorowym przewodniczącym środowiska byłych żołnierzy batalionu „Zośka”. 
Odznaczony trzykrotnie Krzyżem Walecznych i Orderem Virtuti Militari. Pochowany na Cmentarzu Wojskowym na Powązkach w Warszawie w kwaterach żołnierzy batalionu „Zośka” (kwatera 18A-8-26/27).
Podczas powstania warszawskiego stał na czele ośrodka sanitarnego batalionu „Zośka”.